# 橫紋龍蜥
横纹龙蜥（学名：Diploderma fasciatum）又名條紋龍蜥，为鬣蜥科龙蜥属的爬行动物，分布于越南北部和中国南方等地区。

## 分类
四川龙蜥(Diploderma szechwanensis) 被认为是横纹攀蜥的(Diploderma fasciata)的次定同物异名，但也有研究指出证据不足以证明这两个物种为同物异名，应保留四川龙蜥为有效种。2022年研究人员基于分子与形态数据支持先前关于四川龙蜥与横纹龙蜥的同物异名关系，并且证实井冈山龙蜥（Japalura jinggangensis）亦为横纹龙蜥的次定同物异名。

## 鉴别特征
体型中等至大型，成年头体长（SVL）可达89.9mm;（2）尾长适中，雄性相对尾长（TAL/SVL）170.2–201.8%，雌性为172.2–196.6%；前肢长度中等，相对前肢长（FLL/SVL）38.5–50.6%；后肢相对较短，相对后肢长（HLL/SVL）55.9–71.6%;（5）颈鬣与背鬣差异明显，大，呈三角形，鬣长（CL）为头长（HL）的7.2-14.0%；背部扩大的鳞片与背景鳞片高度分化，圆锥形或亚锥形，每枚鳞片中间均有一明显的棱；颞、鼓膜及嘴角后特化锥状鳞数量多且发达；鼓室被鳞；头腹鳞大小不等，扩大的吼鳞散布于后部和外侧；第四指下鳞数（F4S）18－25，第四趾下鳞数（T4S）21－29；肛前鬣鳞数（MD）34－49；第一上唇鳞与鼻鳞间的小鳞行数（NSL）大部分为0，少数为1；眶下鳞3行，中间行鳞片大部分扩大；生活时喉囊发育适中，防腐剂保存状态下不见；两性均无体侧纹；两性体背中部均具有一个淡绿黄色至淡黄绿色的沙漏形横向斑纹，雄性更为明显；两性均无明显吼斑；舌和口腔为淡硫磺色至淡铬橙色，口腔两侧后部具有淡灰色斑点。

## 保护
本种于2023年被收录入《有重要生态、科学、社会价值的陆生野生动物名录》。